# بول واتسون
بول فرانكلن واتسون (بالإنجليزية: Paul Franklin Watson)‏ هو ناشط بيئي كندي أمريكي ولد في يوم 2 ديسمبر 1950 في مدينة تورنتو في كندا، قام بتأسيس مجموعة راعي البحر للحماية، أصدر بول عدة كتب وأخرج عدة أفلام وثائقية تدافع عن أرائه عن حماية البيئة وحقوق الحيوان وضد القوة النووية، كما نشر عدد من مقالاته في صحيفة نيويورك تايمز وناصر أحزاب الخضر في الولايات المتحدة وكندا.

## روابط خارجية
- بول واتسون على موقع IMDb (الإنجليزية)
- بول واتسون على موقع الموسوعة البريطانية (الإنجليزية)
- بول واتسون على موقع ميوزك برينز (الإنجليزية)
- بول واتسون على موقع إن إن دي بي (الإنجليزية)
- بول واتسون على موقع قاعدة بيانات الفيلم (الإنجليزية)